# خورخي باريوس
خورخي باريوس (بالإسبانية: Jorge Barrios)‏ (مواليد 24 يناير 1961) هو لاعب كرة قدم. يلعب مع منتخب الأوروغواي لكرة القدم. سبق له أن لعب في كأس العالم لكرة القدم مع منتخب بلاده.

## روابط خارجية
- خورخي باريوس على موقع الاتحاد الدولي (مؤرشف)  (الإنجليزية)
- خورخي باريوس على موقع قاعدة بيانات كرة القدم.إي يو (الإنجليزية)
- خورخي باريوس على موقع ناشيونال فوتبول تيمز (الإنجليزية)
- خورخي باريوس على موقع عالم كرة القدم.نت (الإنجليزية)